# Don't You Write Her Off
Don't You Write Her Off is een nummer van de Amerikaanse supergroep McGuinn, Clark & Hillman uit 1979, bestaande uit voormalig The Byrds-leden Roger McGuinn, Gene Clark en Chris Hillman. Het is de eerste single van hun titelloze debuutalbum als supergroep.
Hoewel de Amerikaanse pers niet enthousiast op het nummer reageerde (met reacties als "Drie artiesten die proberen relevant te blijven"), werd het nummer toch een bescheiden hit in Amerika. De plaat bereikte de 33e positie in de Billboard Hot 100. Nederland was het enige Europese en niet-Engelstalige land waar "Don't Write Her Off" de hitlijsten bereikte. Het nummer bereikte in zes weken de 17e positie in de Nederlandse Top 40 en in zes weken de 24e positie in de Nationale Hitparade.

## NPO Radio 2 Top 2000
| Nummer met noteringen in de NPO Radio 2 Top 2000 | '99  | '00 | '01  |
| ------------------------------------------------ | ---- | --- | ---- |
| Don't You Write Her Off                          | 1730 | -   | 1695 |

1. ↑  Een '-' betekent dat het nummer niet was genoteerd en een vetgedrukt getal geeft de hoogste notering aan.
2. ↑  Deze tabel is bijgewerkt tot en met de laatste editie (2024).